# Timo Frey
Timo Frey (* 31. März 1971 in Heilbronn) ist ein deutscher Politiker (CDU). Er ist seit 2015 Bürgermeister von Bad Friedrichshall. Zuvor war er von 2002 bis 2015 Bürgermeister von Eberstadt.

## Leben
Frey legte 1990 am Hohenstaufen-Gymnasium Bad Wimpfen das Abitur ab. Von 1990 bis 1994 studierte er an der Hochschule für öffentliche Verwaltung und Finanzen Ludwigsburg; er schloss das Studium als Diplom-Verwaltungswirt (FH) ab. 1995 absolvierte er den Wehrdienst in Nagold und Calw. Von 1995 bis 1996 war er im Rechnungsprüfungsamt des Landratsamts Heilbronn tätig. Von 1996 bis 2002 war er Hauptamtsleiter der Stadt Bad Wimpfen.
2002 wurde Frey zum Bürgermeister von Eberstadt gewählt. 2010 wurde er für eine zweite Amtszeit wiedergewählt.
Am 5. Juli 2015 wurde Frey mit 95,2 Prozent der Stimmen zum Bürgermeister von Bad Friedrichshall gewählt. Er trat das Amt am 1. Oktober 2015 an. Am 2. Juli 2023 wurde er mit 98,4 Prozent der Stimmen für eine zweite Amtszeit wiedergewählt. In seiner Funktion als Bad Friedrichshaller Bürgermeister ist er auch Vorsitzender der Verwaltungsgemeinschaft Bad Friedrichshall.
Frey ist Mitglied der CDU. Für diese ist er seit 2004 Mitglied des Kreistags des Landkreises Heilbronn sowie Mitglied der Verbandsversammlung des Regionalverbands Heilbronn-Franken. Seit 2024 ist er Vorsitzender des Regionalverbands Heilbronn-Franken.
Frey ist römisch-katholisch, verheiratet und hat vier Kinder.